# IC 4719
IC 4719 ist eine Spiralgalaxie vom Hubble-Typ Sd im Sternbild Teleskop am Südsternhimmel. Sie ist schätzungsweise 135 Millionen Lichtjahre von der Milchstraße entfernt und hat einen Durchmesser von etwa 55.000 Lichtjahren.
Im selben Himmelsareal befindet sich u. a. die Galaxie IC 4716.
Die Supernova SN 1934A wurde hier beobachtet.
Das Objekt wurde am 14. September 1901 von DeLisle Stewart entdeckt.